# Contarinia cerasiphila
Contarinia cerasiphila is een muggensoort uit de familie van de galmuggen (Cecidomyiidae). De wetenschappelijke naam van de soort is voor het eerst geldig gepubliceerd in 1911 door Ephraim Porter Felt.